# Copa Libertadores 1982
Navigation
Édition précédente Édition suivante
La Copa Libertadores 1982 est la 23e édition de la Copa Libertadores. Le club vainqueur de la compétition est désigné champion d'Amérique du Sud 1982 et se qualifie pour la Coupe intercontinentale 1982.
C'est le Club Atlético Peñarol qui remporte le trophée cette année, après avoir battu la formation chilienne du Club de Deportes Cobreloa. Cobreloa devient la première équipe à perdre deux finales de Libertadores consécutives et confirme les difficultés des équipes chiliennes en finale (quatre tentatives infructueuses). C'est en revanche le quatrième titre pour Peñarol, qui se rapproche au classement du CA Independiente, vainqueur à six reprises de la compétition. L'attaquant de Peñarol, Fernando Morena, auteur de l'unique but en finale, est sacré meilleur buteur de la compétition avec un total de sept réalisations.
La compétition conserve le même format que lors de l'édition précédente : les vingt équipes engagées sont réparties en cinq poules (avec pour chaque poule deux clubs de deux pays). Seul le premier de chaque groupe accède au deuxième tour, qui remplace les demi-finales, où ils sont rejoints par le tenant du titre. Deux poules de trois sont formées et le meilleur de chaque poule se qualifie pour la finale, jouée en matchs aller-retour, avec un match d'appui éventuel en cas d'égalité sur les deux rencontres.

## Clubs engagés
- Clube de Regatas do Flamengo - Tenant du titre
- Club Atlético Boca Juniors - Vainqueur du tournoi Metropolitano 1981
- Club Atlético River Plate - Vainqueur du tournoi Nacional 1981
- Club Deportivo Jorge Wilstermann - Champion de Bolivie 1981
- The Strongest La Paz - Vice-champion de Bolivie 1981
- Grêmio Porto Alegre - Champion du Brésil 1981
- São Paulo Futebol Clube - Vice-champion du Brésil 1981
- CSD Colo-Colo - Champion du Chili 1981
- Club de Deportes Cobreloa - Vainqueur de la Liguilla pré-Libertadores 1981
- Atlético Nacional - Champion de Colombie 1981
- Deportes Tolima - Vice-champion de Colombie 1981
- Barcelona Sporting Club - Champion d'Équateur 1981
- Liga Deportiva Universitaria de Quito - Vice-champion d'Équateur 1981
- Club Olimpia - Champion du Paraguay 1981
- Club Sol de América - Vice-champion du Paraguay 1981
- Foot Ball Club Melgar - Champion du Pérou 1981
- Club Centro Deportivo Municipal - Vice-champion du Pérou 1981
- Defensor Sporting Club - 1er de la Liguilla pré-Libertadores 1981
- Club Atlético Peñarol - 2e de la Liguilla pré-Libertadores 1981
- Deportivo Táchira FC - Champion du Venezuela 1981
- Estudiantes de Mérida - Vice-champion du Venezuela 1981

## Compétition

### Premier tour
| Rang | Équipe                     | Pts | J | G | N | P | Bp | Bc | Diff |  | Résultats (▼ dom., ► ext.) | Rpl | Str | Boc | JWi |
| ---- | -------------------------- | --- | - | - | - | - | -- | -- | ---- |  | -------------------------- | --- | --- | --- | --- |
| 1    | Club Atlético River Plate  | 11  | 6 | 5 | 1 | 0 | 8  | 1  | +7   |  | Club Atlético River Plate  |     | 4-1 | 1-0 | 3-0 |
| 2    | The Strongest La Paz       | 5   | 6 | 2 | 1 | 3 | 6  | 7  | -1   |  | The Strongest La Paz       | 1-0 |     | 1-0 | 1-1 |
| 3    | Club Atlético Boca Juniors | 4   | 6 | 1 | 2 | 3 | 3  | 5  | -2   |  | Club Atlético Boca Juniors | 0-0 | 1-0 |     | 2-2 |
| 4    | CD Jorge Wilstermann       | 4   | 6 | 1 | 2 | 3 | 5  | 9  | -4   |  | CD Jorge Wilstermann       | 0-1 | 1-2 | 1-0 |     |

- La rencontre The Strongest-River Plate se termine sur la victoire 1-0 des Boliviens mais les points sont attribués à River Plate pour une raison indéterminée.

| Rang | Équipe                  | Pts | J | G | N | P | Bp | Bc | Diff |  | Résultats (▼ dom., ► ext.) | Peñ | São | Grê | Def |
| ---- | ----------------------- | --- | - | - | - | - | -- | -- | ---- |  | -------------------------- | --- | --- | --- | --- |
| 1    | Club Atlético Peñarol   | 9   | 6 | 4 | 1 | 1 | 7  | 3  | +4   |  | Club Atlético Peñarol      |     | 1-0 | 1-0 | 3-0 |
| 2    | São Paulo Futebol Clube | 6   | 6 | 2 | 2 | 2 | 7  | 6  | +1   |  | São Paulo Futebol Clube    | 0-1 |     | 2-2 | 2-1 |
| 3    | Grêmio Porto Alegre     | 5   | 6 | 1 | 3 | 2 | 6  | 6  | 0    |  | Grêmio Porto Alegre        | 3-1 | 0-0 |     | 1-2 |
| 4    | Defensor Sporting Club  | 4   | 6 | 1 | 2 | 3 | 4  | 9  | -5   |  | Defensor Sporting Club     | 0-0 | 1-3 | 0-0 |     |

| Rang | Équipe                | Pts | J | G | N | P | Bp | Bc | Diff |  | Résultats (▼ dom., ► ext.) | Tol | Nac | Est | Tac |
| ---- | --------------------- | --- | - | - | - | - | -- | -- | ---- |  | -------------------------- | --- | --- | --- | --- |
| 1    | Deportes Tolima       | 9   | 6 | 3 | 3 | 0 | 9  | 3  | +6   |  | Deportes Tolima            |     | 0-0 | 1-0 | 2-2 |
| 2    | Atlético Nacional     | 8   | 6 | 3 | 2 | 1 | 6  | 4  | +2   |  | Atlético Nacional          | 0-3 |     | 2-0 | 1-0 |
| 3    | Estudiantes de Mérida | 4   | 6 | 1 | 2 | 3 | 3  | 7  | -4   |  | Estudiantes de Mérida      | 1-1 | 1-3 |     | 1-0 |
| 4    | Deportivo Táchira FC  | 3   | 6 | 0 | 3 | 3 | 2  | 6  | -4   |  | Deportivo Táchira FC       | 0-2 | 0-0 | 0-0 |     |

| Rang | Équipe                    | Pts | J | G | N | P | Bp | Bc | Diff |  | Résultats (▼ dom., ► ext.) | Cob | Col | LDU | Bar |
| ---- | ------------------------- | --- | - | - | - | - | -- | -- | ---- |  | -------------------------- | --- | --- | --- | --- |
| 1    | Club de Deportes Cobreloa | 9   | 6 | 3 | 3 | 0 | 9  | 2  | +7   |  | Club de Deportes Cobreloa  |     | 2-0 | 3-1 | 3-0 |
| 2    | CSD Colo-Colo             | 8   | 6 | 3 | 2 | 1 | 8  | 5  | +3   |  | CSD Colo-Colo              | 0-0 |     | 1-0 | 2-0 |
| 3    | LDU Quito                 | 4   | 6 | 1 | 2 | 3 | 8  | 12 | -4   |  | LDU Quito                  | 0-0 | 2-2 |     | 4-2 |
| 4    | Barcelona Sporting Club   | 3   | 6 | 1 | 1 | 4 | 8  | 14 | -6   |  | Barcelona Sporting Club    | 1-1 | 1-3 | 4-1 |     |

| Rang | Équipe                | Pts | J | G | N | P | Bp | Bc | Diff |  | Résultats (▼ dom., ► ext.) | Oli | Mel | SAm | DMu |
| ---- | --------------------- | --- | - | - | - | - | -- | -- | ---- |  | -------------------------- | --- | --- | --- | --- |
| 1    | Club Olimpia          | 10  | 6 | 4 | 2 | 0 | 12 | 3  | +9   |  | Club Olimpia               |     | 4-0 | 1-1 | 1-0 |
| 2    | Foot Ball Club Melgar | 8   | 6 | 4 | 0 | 2 | 9  | 10 | -1   |  | Foot Ball Club Melgar      | 0-3 |     | 3-2 | 2-1 |
| 3    | Club Sol de América   | 6   | 6 | 2 | 2 | 2 | 9  | 8  | +1   |  | Club Sol de América        | 1-1 | 0-2 |     | 2-1 |
| 4    | Deportivo Municipal   | 0   | 6 | 0 | 0 | 6 | 3  | 12 | -9   |  | Deportivo Municipal        | 1-2 | 0-2 | 0-3 |     |

### Deuxième tour
| Rang | Équipe                    | Pts | J | G | N | P | Bp | Bc | Diff |  | Résultats (▼ dom., ► ext.) | Peñ | Fla | RPl |
| ---- | ------------------------- | --- | - | - | - | - | -- | -- | ---- |  | -------------------------- | --- | --- | --- |
| 1    | Club Atlético Peñarol     | 8   | 4 | 4 | 0 | 0 | 8  | 3  | +5   |  | Club Atlético Peñarol      |     | 1-0 | 2-1 |
| 2    | CR FlamengoT              | 4   | 4 | 2 | 0 | 2 | 7  | 4  | +3   |  | CR Flamengo                | 0-1 |     | 4-2 |
| 3    | Club Atlético River Plate | 0   | 4 | 0 | 0 | 4 | 5  | 13 | -8   |  | Club Atlético River Plate  | 2-4 | 0-3 |     |

| Rang | Équipe                    | Pts | J | G | N | P | Bp | Bc | Diff |  | Résultats (▼ dom., ► ext.) | Cob | Oli | Tol |
| ---- | ------------------------- | --- | - | - | - | - | -- | -- | ---- |  | -------------------------- | --- | --- | --- |
| 1    | Club de Deportes Cobreloa | 5   | 4 | 2 | 1 | 1 | 5  | 2  | +3   |  | Club de Deportes Cobreloa  |     | 1-0 | 3-0 |
| 2    | Club Olimpia              | 4   | 4 | 1 | 2 | 1 | 4  | 3  | +1   |  | Club Olimpia               | 1-1 |     | 2-0 |
| 3    | Deportes Tolima           | 3   | 4 | 1 | 1 | 2 | 2  | 6  | -4   |  | Deportes Tolima            | 1-0 | 1-1 |     |

### Finale
| 26 novembre 1982 | Club Atlético Peñarol | 0 - 0 | Club de Deportes Cobreloa | Stade Centenario, Montevideo                          |
|                  |                       |       |                           | Spectateurs : 55 248 Arbitrage : José de Assis Aragão |

| 30 novembre 1982 | Club de Deportes Cobreloa | 0 - 1 | Club Atlético Peñarol | Estadio Nacional, Santiago                            |                                                       |
|                  |                           |       | 88e Morena            | Spectateurs : 70 400 Arbitrage : Jorge Eduardo Romero | Spectateurs : 70 400 Arbitrage : Jorge Eduardo Romero |

| Vainqueur de la Copa Libertadores 1982 |
| -------------------------------------- |
| Peñarol Quatrième titre                |